# 8e parallèle nord
Pour les articles homonymes, voir 8e parallèle.
En géographie, le 8e parallèle nord est le parallèle joignant les points de la surface de la Terre dont la latitude est égale à 8° nord.

## Géographie

### Dimensions
Dans le système géodésique WGS 84, au niveau de 8° de latitude nord, un degré de longitude équivaut à 110,243 km ; la longueur totale du parallèle est donc de 39 688 km, soit environ  99,0% de celle de l'équateur. Il en est distant de 885 km et du pôle Nord de 9 117 km,.
Comme tous les autres parallèles à part l'équateur, le 8e parallèle nord n'est pas un grand cercle et n'est donc pas la plus courte distance entre deux points, même situés à la même latitude. Par exemple, en suivant le parallèle, la distance parcourue entre deux points de longitude opposée est 19 844 km ; en suivant un grand cercle (qui passe alors par le pôle nord), elle n'est que de 18 234 km.

### Durée du jour
À cette latitude, le soleil est visible pendant 12 heures et 35 minutes au solstice d'été, et 11 heures et 39 minutes au solstice d'hiver.

### Régions traversées
Pays traversés
- Panama
- Colombie
- Venezuela
- Guyana (dont une zone revendiqué par le Venezuela)
- Sierra Leone
- Liberia
- Guinée
- Côte d'Ivoire
- Ghana
- Togo
- Bénin
- Nigeria
- Cameroun
- Tchad
- République Centrafricaine
- Soudan du Sud
- Éthiopie
- Somalie
- Sri Lanka
- Inde (au niveau des îles Katchal, Camorta et Nancowry)
- Thaïlande (au niveau des îles Phuket et Ko Yao Yai et des provinces de Krabi et Nakhon Si Thammarat)
- Philippines (au niveau des îles Balabac et Mindanao)
- Îles Marshall (au niveau de l'atoll de Namu)

## Frontière
Le 8e parallèle nord définit une partie de la frontière entre l'Éthiopie et la Somalie.